# Kršćanski radnički pokret
Kršćanski radnički pokret (tal. Movimento Cristiano Lavoratori, MCL) je međunarodni radnički pokret kršćanskog predznaka.
Sjedište je u Rimu. Službeni jezik je talijanski. Djeluje kao eklezijalni pokret svjedočenja organizirane evangelizacije, odan zapovjedima nauka Katoličke Crkve. Osnovan je 1970. godine. Službeno je osnovan 8. prosinca 1972. godine. To je bila skupština ponovnog ujedinjenja dviju komponenta koje su napustile Associazioni Cristiane Lavoratori Italiani, talijanske asocijacije socijalne promocije, jer nisu dijelile motive, prospektive i iznad svega pomake na crkvenom i društvenom planu nakon, a u svezi sa socijalističkim zaokretom (svolta socialista) poslije 1968. godine.
MCL je zadržao kao nepohodno, propagirati ideju kapitalizma s ljudskim licem, u kojem se dopunjaju sloboda tržišta, solidarnost i supsidijarnost. Uvijek se poziva na Socijalni nauk Katoličke Crkve u svom nauku, u slici slobode izbora, i duboke zajednice u svim raznim šarolikim sastavnicama svijeta katoličkog asocijacionizma.
U pokretu je 320.000 članova organiziranih u 1840 mjesnih odbora. Predsjednik Kršćanskoga radničkog pokreta od 2001. godine je Carlo Costalli. Kršćanski radnički pokret održava svoje kongrese. Zadnji održani bio je 13. kongres, održan u Rimu od 24. do 27. siječnja 2019. godine pod nazivom „Osnažujemo vlastiti identitet, preko rada izgrađujemo nadu, u Italiji i u Europi”, na kojem je bilo više od 795 delegata s pravom glasa. Teme Kongresa bile su identitet, rad, te predstojeći izbori za Europski parlament. Elaborirane teme bile su važnost društveno odgovornih i karitativnih radnji koje za cilj imaju osiguravanje poboljšanja životnih uvjeta ugroženih populacija, poput siromašnih, beskućnika te migranata, kojima je zajedničkim naporima potrebno osigurati život dostojan čovjeka, dohodak građana dohotku građana, socijalne mjere u Italiji koja kroz 18 mjeseci alocira mjesečni iznos od 780 eura građanima koji su izgubili posao ili se našli u objektivnim teškoćama, potreba da dohodak građana ne smije postati samo jedna socijalna mjera već je potrebno razvijati složenije mehanizme pomoći, važnost socijalnog nauka Crkve kao putokaza prilikom društveno odgovornih radnji, posebno prema ugroženim populacijama, nejednak razvoj predjela države, nezaposlenost mladih, migracije te zastarjelo zakonodavstvo koje otežava svaku strukturnu društvenu promjenu, promicanje socijalnog dijaloga te društveno odgovornih radnji, nužnost novih razvojnih politika i političkog angažiranja katolika. HKD Napredak održava višegodišnje strateško partnerstvo s Pokretom.